# Jules Guesde
Mathieu Jules Bazile, Jules Guesde (París, 11 de noviembre de 1845–Saint-Mandé, 28 de julio de 1922) fue un político socialista francés. Él y Paul Lafargue fueron la inspiración de la famosa frase de Marx: "ce qu'il y a de certain c'est que moi, je ne suis pas Marxiste" (Lo que es cierto es que yo, yo no soy marxista).

## Biografía
Nacido el 11 de noviembre de 1845 en París, educándose en el seno de su propia familia, ya que su padre era “profesor libre”. Con dieciséis años se graduó de bachiller en letras sin haber ido nunca a clase. Siendo todavía muy joven se dedicó al periodismo en varios periódicos republicanos de provincias.  Tras adoptar el nombre de Guesde fundó en 1870 Les Droits de l'homme, de tendencia jacobina. En julio de ese mismo año fue encarcelado, acusado de denunciar, desde dicha publicación, al gobierno por belicista. Fue puesto en libertad después de la batalla de Sedán (1870). 
Durante el Segundo Imperio Guesde perteneció de forma activa a la oposición republicana. Su defensa de la Comuna le valió la condena a cinco años de prisión. Huyó a Suiza en junio de 1871 y más tarde a Italia, donde permaneció desterrado hasta 1876. Un año más tarde, en 1877, fundó el semanario marxista L'Egalité. Difundió asimismo sus ideas políticas mediante la continua publicación de folletos, como el titulado Colectivismo y Revolución (1879). Dicho ideario caló en gran número de socialistas, gracias a su defensa de la lucha de clases, la conquista del poder público y la socialización de los medios de producción.
Fue articulista del periódico L'Égalité (1877-1883), que le permitió difundir las ideas marxistas en Francia. En 1882, fundó junto con Paul Lafargue el partido obrero cuyo nombre era Partido Obrero Francés. En 1890 participó de forma activa en la creación de la Segunda Internacional, lo que le permitió ampliar su influjo en el campo de la política, especialmente en el ámbito socialista. Entre los años 1893 y 1898 fue diputado por Roubaix y se vincula al colectivismo, el internacionalismo y la revolución. En 1899, se opone a Jean Jaurès en la conveniencia en la participación del gobierno burgués de Waldeck-Rousseau.
En 1902, su partido junto con otros de similitud ideológica se fusionan dando lugar al Partido Socialista de Francia. En 1905, el Partido Socialista de Francia se fusiona con el Partido Socialista Francés creando la SFIO.
Fue ministro de Estado (1914-1916) y en la Primera Guerra Mundial se posicionó en actitudes nacionalistas.
Falleció el 28 de julio de 1922 en Saint-Mandé.